# 赖珀尔丁根
赖珀尔丁根是德国莱茵兰-普法尔茨州的一个市镇。总面积4.76平方公里，总人口58人，其中男性29人，女性29人（2011年12月31日），人口密度12人/平方公里。